# Leucochrysa (Nodita) serrei
Leucochrysa (Nodita) serrei is een insect uit de familie van de gaasvliegen (Chrysopidae), die tot de orde netvleugeligen (Neuroptera) behoort. 
Leucochrysa (Nodita) serrei is voor het eerst wetenschappelijk beschreven door Navás in 1924.